# Деревцово
Деревцо́во (рос. Деревцово) — село у складі Шелопугінського району Забайкальського краю, Росія. Входить до складу Мало-Тонтойського сільського поселення.

## Населення
Населення — 101 особа (2010; 105 у 2002).
Національний склад (станом на 2002 рік):
- росіяни — 100 %